# ビクトリア (フリゲート)
ビクトリア（スペイン語: SPS Victoria, F-82）は、スペイン海軍のミサイルフリゲート。サンタ・マリア級フリゲートの2番艦。

## 艦歴
「ビクトリア」は、バサン・フェロル造船所で1983年8月16日に起工し、1986年7月23日に進水、1987年11月11日に就役した。
2009年3月29日、ソマリア沖でアタランタ作戦に参加中、ドイツ海軍の給油艦「A1442 シュペッサルト」 (Spessart) が海賊の攻撃を受けた。「シュペッサルト」には40名の民間乗組員と、12名の警備部隊員が乗艦していた。彼らは小火器で海賊と交戦し、その攻撃を退けた。「ビクトリア」のSH-60 シーホークは逃走を図る海賊ボートに対して射撃を行った。オランダ海軍の「F802 デ・ゼーヴェン・プロヴィンシェン」 (HNLMS De Zeven Provinciën) 、ギリシャ海軍の「F 454 プサラ」 (HS Psara) 、アメリカ海軍の「LHD-4 ボクサー」 (USS Boxer) が海賊の追跡に参加した。
2010年4月から8月まで再びアタランタ作戦に参加している。